# 晋城站 (庆尚南道)
晉城站（：／ Jinseong yeok */?）曾經为韩国铁路庆全线上的一座鐵路站，位于庆尚南道晋州市晋城面，已于2012年废止。

## 历史
- 1925年6月15日，落成使用[1]。
- 1944年6月14日，停止使用[2]。
- 1950年4月1日，重新使用[3]。
- 2012年10月23日，停止使用。